# Leopoldo Torricelli
Leopoldo Torricelli (* 2. Februar 1893 in Turin; † 18. November 1930 ebenda) war ein italienischer Radrennfahrer.
Leopoldo Torricelli war Profi-Radrennfahrer von 1912 bis 1929. Sein spektakulärster Erfolg auf der Straße war sein Sieg bei der Lombardei-Rundfahrt im Jahre 1916. Siebenmal startete er bei diesem Rennen und konnte jedes Mal einen vorderen Platz erringen, so wurde er 1917 Dritter, 1912 Vierter und 1918 Fünfter. 1913 belegte er den sechsten Platz in der Gesamtwertung des Giro d’Italia, 1920 gewann er beim Giro die fünfte Etappe, gab aber dann auf. Viermal startete er bei Mailand–Sanremo und belegte jedes Mal einen Platz unter den besten 15.
Ab Anfang der 1920er Jahre verlegte sich Torricelli zunehmend auf Steherrennen. Von 1924 bis 1929 wurde er sechsmal in Folge italienischer Meister in dieser Disziplin, u. a. hinter dem Schrittmacher Georges Grolimund. Bei den UCI-Bahn-Weltmeisterschaften 1924 in Paris belegte er den dritten Platz.
1930, ein Jahr nach seinem Rücktritt vom Radsport, starb Torricelli an Tuberkulose. Er soll ein Nachfahre des Physikers Evangelista Torricelli gewesen sein.